# Shantala
Shantala é uma técnica de massagem descrita e difundida por Frédérick Leboyer, e consiste na constante massagem da criança pela mãe.
Shantala é uma massagem milenar indiana, sem registro de quando surgiu exatamente em Querala no Sul da Índia, porém, sabe-se que chegou ao Brasil no ano de 1978. Foi descoberta quando o médico francês Frédérick Leboyer, de passagem pela Índia, se deparou com a cena de uma mulher num calçada massageando seu bebê. Seu nome era Shantala e residia em Calcutá.
Em homenagem a essa mãe, o nome da técnica de massagem em bebês chama-se Shantala. Na Índia, essa prática não tem um nome específico, pois trata-se de uma atividade que faz parte da rotina de cuidados com o bebê.
Essa técnica de massagem em recém-nascidos, traz benefícios para mãe e filho(a), tais  como: favorecer o alívio das cólicas abdominais e melhoria do sistema imunológico. Em prematuros deve começar a ser feita a partir do primeiro mês de vida.
Massagem na tradição indiana é denominada "Abhyanga", porém em função do título do livro Shantala escrito por Frédérick Leboyer ser em homenagem a senhora indiana que deixou-se fotografar, sem ao menos receber até hoje seus direitos de imagem, a técnica foi divulgada com a referência de forma equivocada.